# نمل حاصد
النمل الحاصد (الاسم العلمي Pogonomyrmex)، جنس حشرات من فصيلة النمل ورتبة غشائيات الأجنحة. أعطانها في المقام الأول في صحاري الشمالية والوسطى لأمريكا الجنوبية، مع وجود نوع واحد هايتي.

## معرض صور

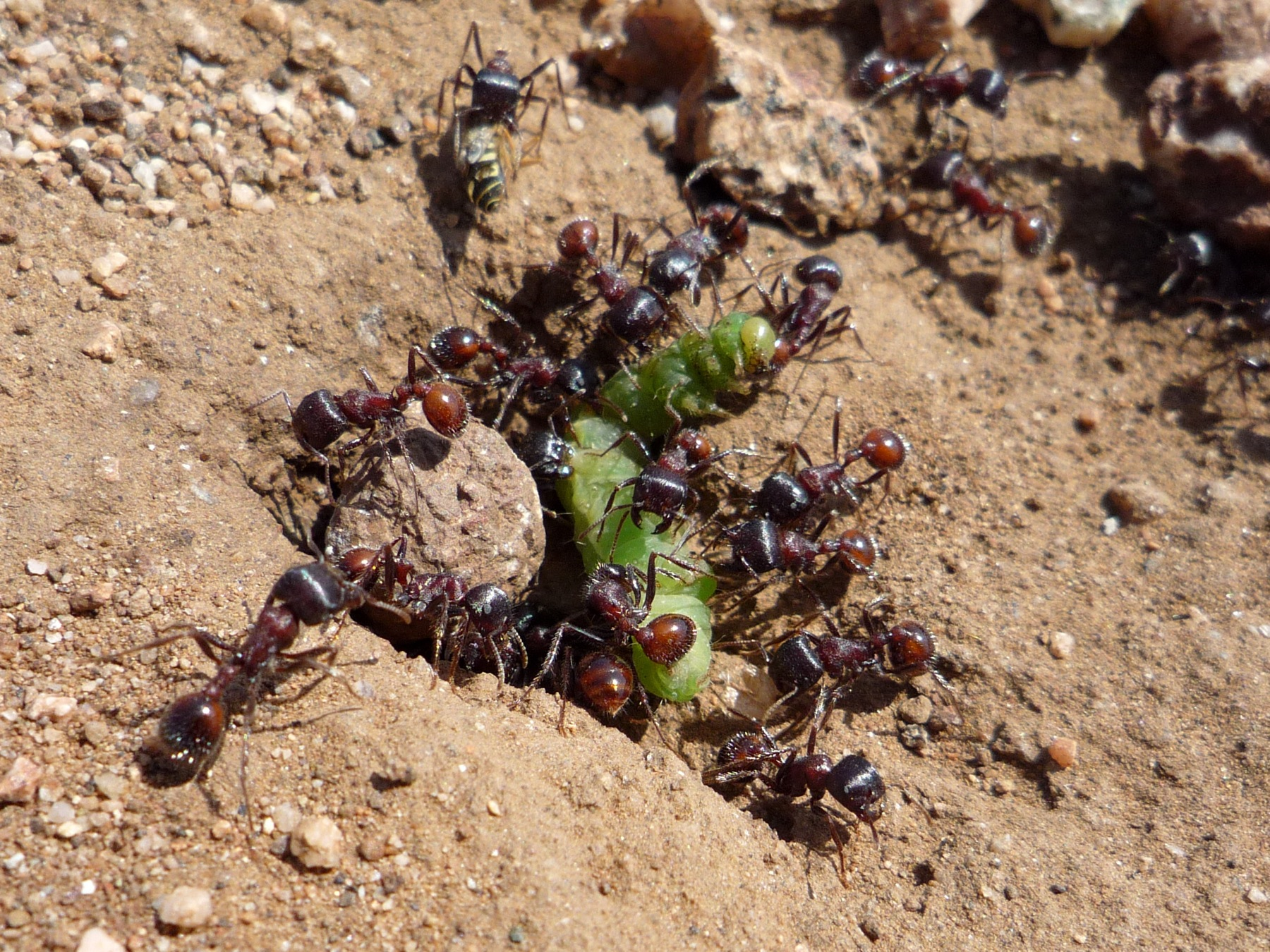
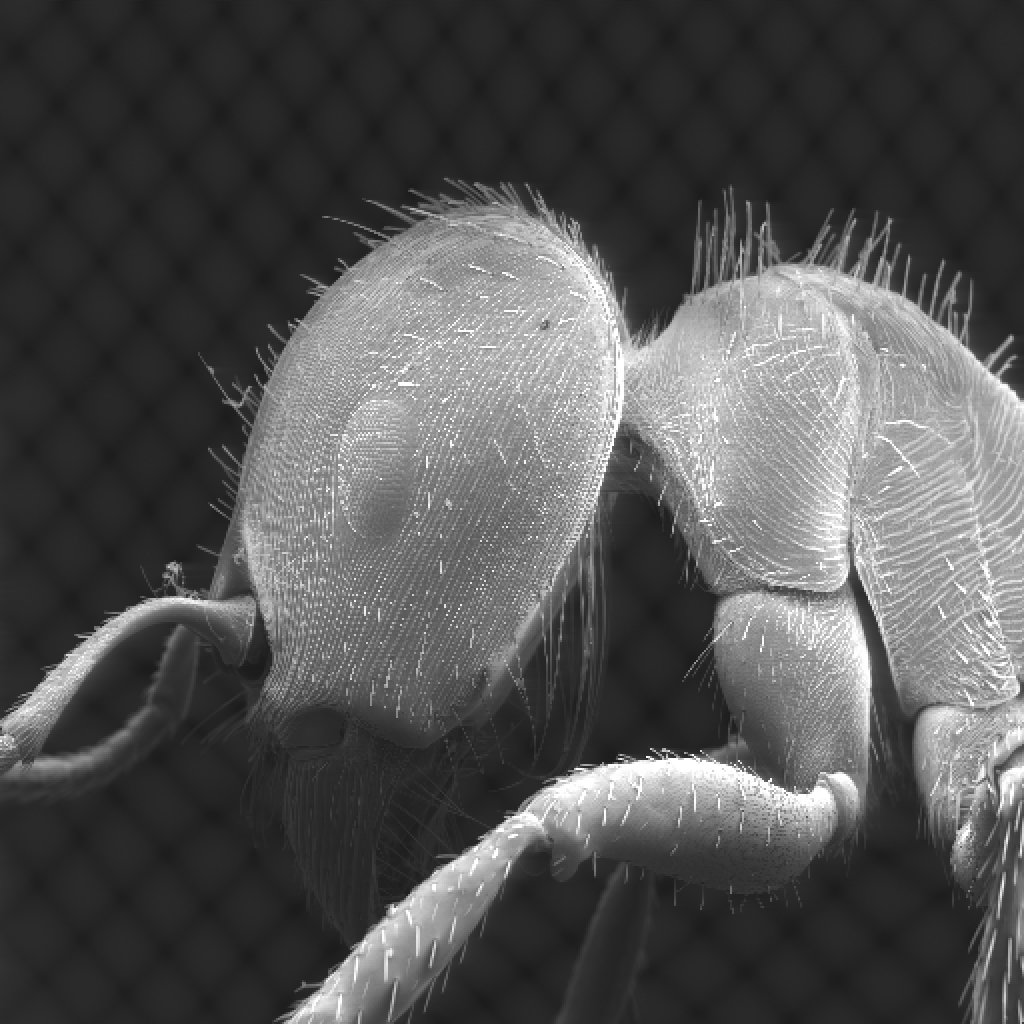
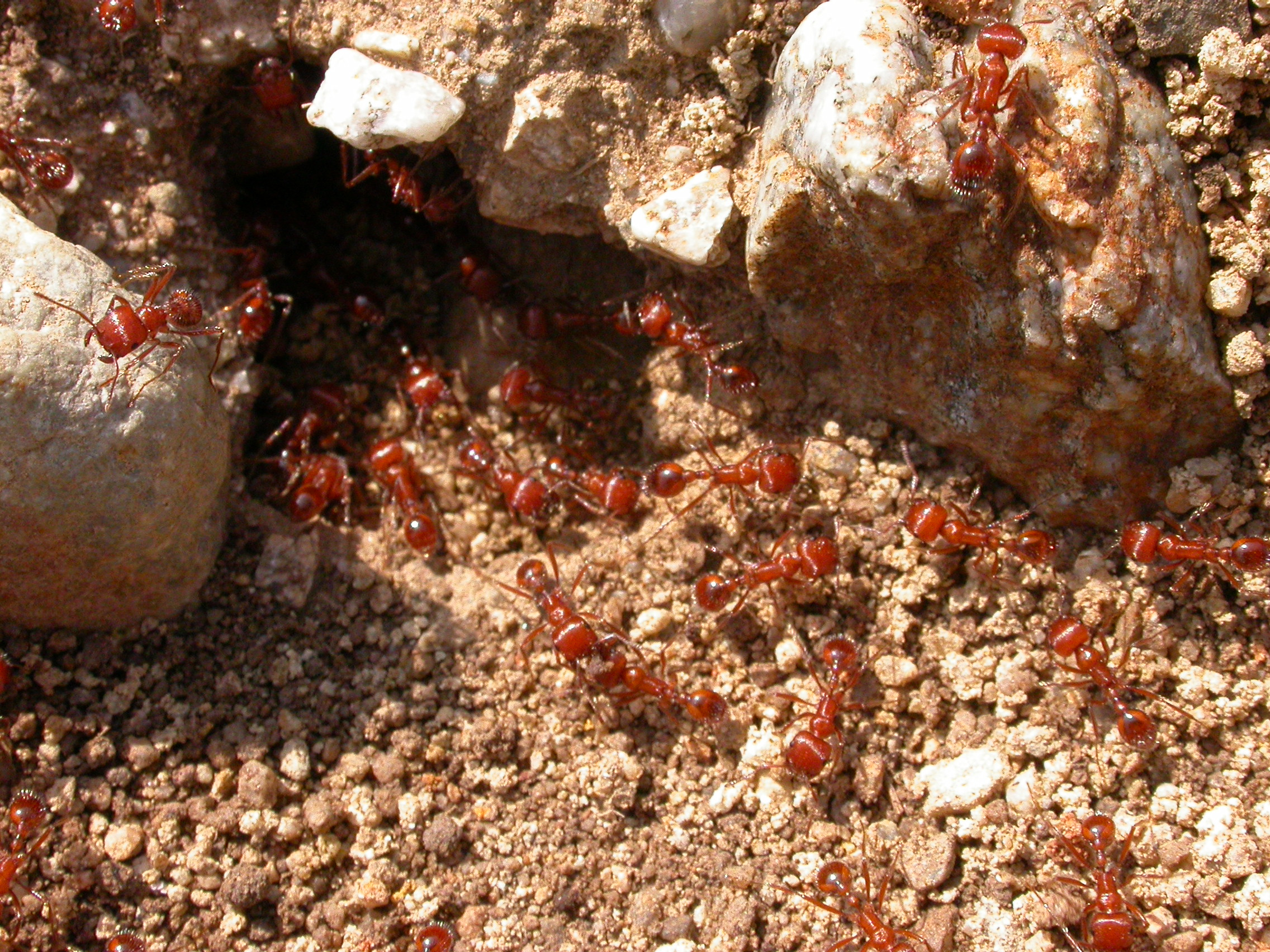